# Asura punctifascia
Asura punctifascia là một loài bướm đêm thuộc phân họ Arctiinae, họ Erebidae.